# Horace Harmon Lurton

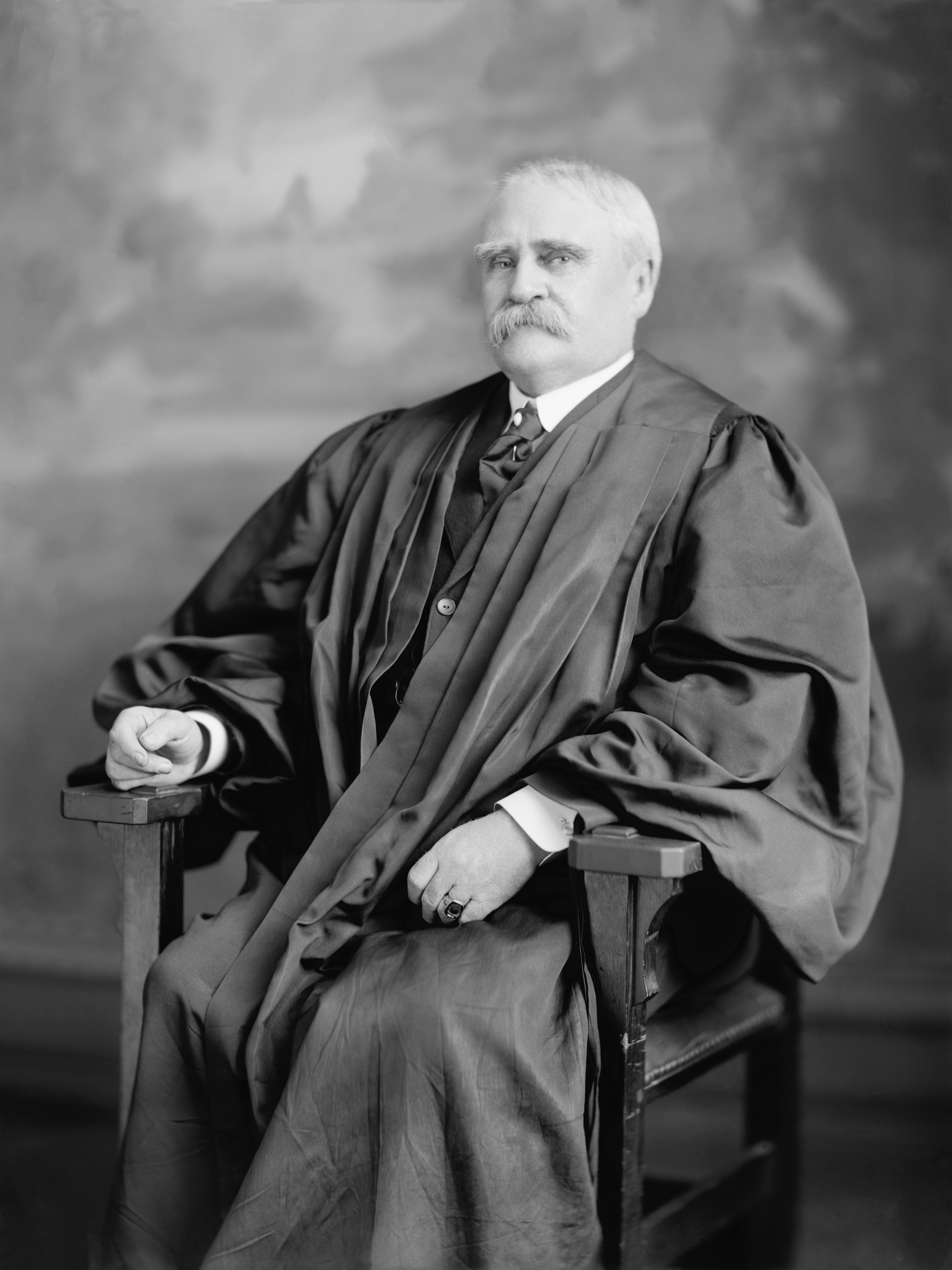
Horace Harmon Lurton

Horace Harmon Lurton (* 26. Februar 1844 in Newport, Campbell County, Kentucky; † 12. Juli 1914 in Atlantic City, New Jersey) war ein US-amerikanischer Jurist, der Hochschullehrer und zuletzt Richter am Obersten Gerichtshof der USA (US Supreme Court) war.

## Leben
Der Sohn eines Arztes leistete während des Sezessionskrieges seinen Militärdienst in der Confederate States Army, wurde zum Sergeant Major befördert und geriet zwei Mal in Kriegsgefangenschaft. Nach Ende des Sezessionskrieges studierte er zunächst an der Douglas University und anschließend an der Law School der Cumberland University, die er 1867 mit einem Bachelor of Laws (LL.B.) beendete. Lurton, der während des Studiums der akademischen Verbindung Beta Theta Pi beitrat, nahm nach der anwaltlichen Zulassung im Bundesstaat Tennessee 1867 eine Tätigkeit als Rechtsanwalt auf.
Nachdem er zwischen 1875 und 1878 Richter am sechsten Kanzleigericht von Tennessee (6th Tennessee Chancery Court) war, nahm er wieder seine Tätigkeit als Rechtsanwalt auf und war daraufhin von 1886 bis 1893 Richter am Tennessee Supreme Court. Im Anschluss wurde er 1893 Richter am US Court of Appeals für den sechsten Gerichtsbezirk und bekleidete dieses Amt bis 1909. Daneben war er von 1899 bis 1910 Professor für Verfassungsrecht der USA an der Law School der Vanderbilt University und war zwischen 1905 und 1910 auch Dekan der Law School.
Am 3. Januar 1910 wurde er von US-Präsident William Howard Taft zum Beigeordneten Richter am Obersten Gerichtshof der USA ernannt und damit Nachfolger des am 24. Oktober 1909 verstorbenen Rufus Wheeler Peckham. Das Amt des Associate Justice übte er bis zu seinem Tod aus und wurde nach seiner Beisetzung auf dem Greenwood Cemetery in Clarksville vom vorherigen US Attorney General James C. McReynolds abgelöst.
Während seiner Zugehörigkeit zum US Supreme Court wirkte er unter anderem an der bedeutenden Entscheidung Weeks v. United States (1914) mit. Darin hatte das Gericht entschieden, dass,  wenn Ermittlungsorgane durch rechtswidrige Verhaftung, nicht ordnungsgemäße Durchsuchung oder willensbeugende Befragungsmethoden Beweise gewinnen, diese von der Verwertung in einem Prozess ausgeschlossen sind (exclusionary rule).

## Veröffentlichungen
- Which shall it be, a government of law or a government of men?, 1910